# Joaquín Luque Roselló
Joaquín Luque Roselló – hiszpański malarz pochodzący z Malagi.
Studiował w Szkole Sztuk Pięknych w Maladze, gdzie jego nauczycielem byli Emilio Ocón y Rivas i José Villegas. W 1893 roku otrzymał stypendium na studia artystyzcne w Rzymie. W 1909 roku wyjechał do Argentyny. Osiedlił się w Buenos Aires, gdzie został nauczycielem rysunku na stołecznej akademii sztuk pięknych. Pozostał w Buenos Aires aż do śmierci w 1932 roku.
W 1887 roku na Krajowej Wystawie Sztuk Pięknych w Madrycie otrzymał III medal za dzieło Cesar Borgia renunciando a la púrpura catedralicia ante el Papa Borgia.